# Elasmodontomys obliquus
Elasmodontomys obliquus là một loài động vật có vú trong họ Heptaxodontidae, bộ Gặm nhấm. Loài này được Anthony mô tả năm 1916.